# Прибрежное (Житомирская область)
Прибрежное (укр. Прибережне) (раньше — Пустохи) — село на Украине, находится в Ружинском районе Житомирской области. Расположено на правом берегу реки Раставицы.
Код КОАТУУ — 1825285801. Население по переписи 2001 года составляет 544 человека. Почтовый индекс — 13636. Телефонный код — 4138. Занимает площадь 1,633 км².

## Адрес местного совета
13645, Житомирская область, Ружинский р-н, с.Прибрежное, ул.Набережная, 2